# Французький ліцей Анатоля Франса
Навчальний комплекс «Французький ліцей Анатоля Франса», коротка назва Французький ліцей Анатоля Франса (фр. Lycée Français Anatole France, вірм. Անատոլ Ֆրանսի անվան Ֆրանսիական Դպրոց) — французький ліцей, один із 566 створених за межами Франції шкіл, коледжів та ліцеїв, що пропонують освіту, яка відповідає вимогам французьких національних освітніх програм. Ліцей є першою у Республіці Вірменія французькою школою, визнаною Міністерством національної освіти, молоді та спорту Франції. Ліцей носить ім'я французького прозаїка, літературного критика, лауреата Нобелівської премії з літератури за 1921 рік Анатоля Франса.
У ліцеї навчаються 230 учнів 12 національностей, більшість з яких є дітьми громадян Вірменії (58%) та французьких громадян, які проживають у Єревані.

## Історія
В листопаді 1999 року, з ініціативи Посольства Франції у Вірменії та асоціації батьків, у Єревані була створена французька ясельна школа-садочок для дітей віком від 2,5 до 5 років, яка розташовувалася на вулиці Чайкіної 41.
У 2007 в Єревані була заснована французька початкова школа, першими учнями якої були 9 школярів. Цю дату вважають датою офіційного заснування «Французького ліцею Анатоля Франса». Школа на той час отримала назву «Французька міжнародна школа у Вірменії» (фр. Ecole Française Internationale en Arménie). Із дорослішанням учнів та із зростанням їх кількості, «дорослішала» та розвивалася і школа. освітні програми були акредитовані Міністерством національної освіти, молоді та спорту Франції. 6 жовтня 2011 року Програмою культурного, наукового та технічного співробітництва між Урядом Французької Республіки та Урядом Республіки Вірменія, школа була визнана як іноземний навчальний заклад у Республіці Вірменія.
У квітні 2014 ці навчальні заклади об'єдналися і переїхали у нові приміщення, в результаті чого утворився навчальний комплекс, який об'єднував ясельну школу-садочок, початкову школу, коледж та ліцей.
21 листопада 2017 року ліцей підписав угоду про партнерство із Агенцією з французької освіти за кордоном фр. Agence pour l'enseignement français à l'étranger (AEFE) Міністерства закордонних справ Франції.
30 березня 2018 року навчальний комплекс було перейменовано на ліцей «Lycée Français Anatole France» (укр. Французький ліцей Анатоля Франса) на честь французького письменника та гуманітарія Анатоля Франса, як прихильника Вірменського питання. З нагоди урочистостей та відкриття меморіальної дошки ліцей відвідав Жан-Батист Лемойне, державний секретар Міністерства Європи та закордонних справ у супроводі міністра освіти та науки Вірменії Левона Мкртчяна та посла Франції у Вірменії Джонатана Лакота.
У липні 2020 на урядовому рівні було прийняте рішення передати ліцею Анатоля Франса у безоплатну оренду терміном на 25 років приміщення «Середньої школи №16 ім. Аветіка Ісаакяна», розташовані по вулиці Бурназяна, 37. Директор ліцею обіцяв розпочати 2020-2021 навчальний рік уже у відремонтованих приміщеннях цієї школи. Для дітей вірменських державних службовців та медичних працівників адміністрацією ліцею на 2020-2021 навчальний рік передбачена знижка у оплаті навчання на 50%.

## Структура навчального закладу
Навчальний комплекс забезпечує навчання і виховання школярів у віці від 2 до 17 років, починаючи від ясельної групи дитячого садочка, і закінчуючи випускними класами середньої школи. Структурно навчальний заклад поділяється на початкову та середню школу: 
| Вид школи | Niveau de l'école            | Початкова школа                          | Початкова школа                          | Початкова школа                          | Початкова школа                          | Початкова школа                          | Початкова школа                          | Початкова школа                          | Початкова школа                          | Середня школа        | Середня школа        | Середня школа        | Середня школа        | Середня школа    | Середня школа    | Середня школа    |
| Вид школи | Niveau de l'école            | Дитячий садочок                          | Дитячий садочок                          | Дитячий садочок                          | Початкові класи                          | Початкові класи                          | Початкові класи                          | Початкові класи                          | Початкові класи                          | Коледж               | Коледж               | Коледж               | Коледж               | Ліцей            | Ліцей            | Ліцей            |
| --- | ---------------------------- | ---------------------------------------- | ---------------------------------------- | ---------------------------------------- | ---------------------------------------- | ---------------------------------------- | ---------------------------------------- | ---------------------------------------- | ---------------------------------------- | -------------------- | -------------------- | -------------------- | -------------------- | ---------------- | ---------------- | ---------------- |
| Вік школярів | Âge des écoliers             | 2-3                                      | 4                                        | 5                                        | 6                                        | 7                                        | 8                                        | 9                                        | 10                                       | 11                   | 12                   | 13                   | 14                   | 15               | 16               | 17               |
| Рік навчання в школі | NSW                          | K minus 2                                | K minus 1                                | K                                        | 1                                        | 2                                        | 3                                        | 4                                        | 5                                        | 6                    | 7                    | 8                    | 9                    | 10               | 11               | 12               |
| Освітній рівень (класи) | Niveau d'éducation (niveaux) | Petite section                           | Moyenne section                          | Grande section                           | CP                                       | CE1                                      | CE2                                      | CM1                                      | CM2                                      | 6ème                 | 5ème                 | 4ème                 | 3ème                 | 2ème             | 1ème             | Tle              |
| Освітні програми | Programmes éducatifs         | Двомовна національна французька програма | Двомовна національна французька програма | Двомовна національна французька програма | Двомовна національна французька програма | Двомовна національна французька програма | Двомовна національна французька програма | Двомовна національна французька програма | Двомовна національна французька програма | Brevet (перший цикл) | Brevet (перший цикл) | Brevet (перший цикл) | Brevet (перший цикл) | FB (другий цикл) | FB (другий цикл) | FB (другий цикл) |
| Примітки: CP — cours préparatoire (укр. підготовчий курс) CE1 — cours élémentaire niveau 1 (укр. початковий курс рівень 1) CE2 — cours élémentaire niveau 2 (укр. початковий курс рівень 2) CM1 — cours moyen 1 (укр. середній курс 1) CM2 — cours moyen 2 (укр. середній курс 2) 6ème — sixième (укр. шостий (клас), 5-ий, і т. д. — до 1-го) Tle — terminale (укр. випускний (клас)) |                              |                                          |                                          |                                          |                                          |                                          |                                          |                                          |                                          |                      |                      |                      |                      |                  |                  |                  |

### Дитячий садочок
У системі французької освіти дитячий садочок не є просто закладом догляду за дітьми або місцем їх перебування, а справжньою школою, де процес виховання і навчання ґрунтується на французьких освітніх програмах. Діти навчаються пізнавати світ і спілкуватися, розвивати незалежність та опановувати знання і навички, а також вивчають усно французьку та вірменську мови. 
Діти, починаючи від 2,5 років, приймаються до секції «Petite» за умови, що їм до 31 грудня виповниться 3 роки і вони мають здатність довготривалого перебування поза сімейним колом, дотримання дисципліна та вміння самостійно користування туалетом. Формально навчання у дитячому садочку не є обов'язковим, однак, фактично усі діти, що навчаються у французькій системі освіти, повинні пройти повний курс такої дошкільної підготовки. Якщо у дитини немає можливості це зробити, вона повинна пройти курс індивідуально чи отримати відповідне сімейне виховання відповідно до директиви прем'єр-міністра від 1 липня 2020.  

### Початкова школа
Початкова школа навчає дітей у віці від 6 до 10 років і зосереджується на двох основних напрямках:
- опанування письма і читання, поглиблення уміння спілкуватися і писати французькою та вірменською (роки навчання 1-3);
- опанування початкової освіти, яка базується на основах математичних знань, на знайомстві із світом та на консолідації знань (роки навчання 4 та 5).

### Середня школа
Середня школа Ліцею Анатоля Франса, як і більшість французьких шкіл, поділяється на молодші та старші класи:
- коледж (фр. Le collège);
- ліцей (фр. Le lycée).

У коледжі навчаються діти у віці від 11 до 14 років, причому, за статутом французької школи класи мають позначення від 6-го по 3-ій включно. Учні 3-го класу (фр. 3ème) по закінченні навчального року складають іспити, щоб здобути диплом про загальну середню освіту — національний диплом «Бреве» (фр. Diplôme national du brevet) — свідоцтво про загальну середню освіту.
У ліцеї навчаються діти у віці від 15 до 17 років, причому, за статутом французької школи класи мають позначення від 2-го по 1-ий включно, та випускний клас (фр. terminale). Навчаючись у 2-му (фр. 2ème), 1-му (фр. 1ème) та випускному класі (фр. terminale), учні здобувають диплом французького бакалаврату (FB) — свідоцтво про повну середню освіту.
Для учнів, які володіють вірменською і планують продовжувати навчання у вищих навчальних закладах Республіки Вірменія, ліцей пропонує освітню програму, затверджену Міністерством освіти і науки Республіки Вірменія. Науковий розділ цієї програми «Blaise Pascal» забезпечує підготовчий цикл до вступу на факультет «Комп'ютерні науки та прикладна математика» Французького університету у Вірменії.